# Barco ambulancia

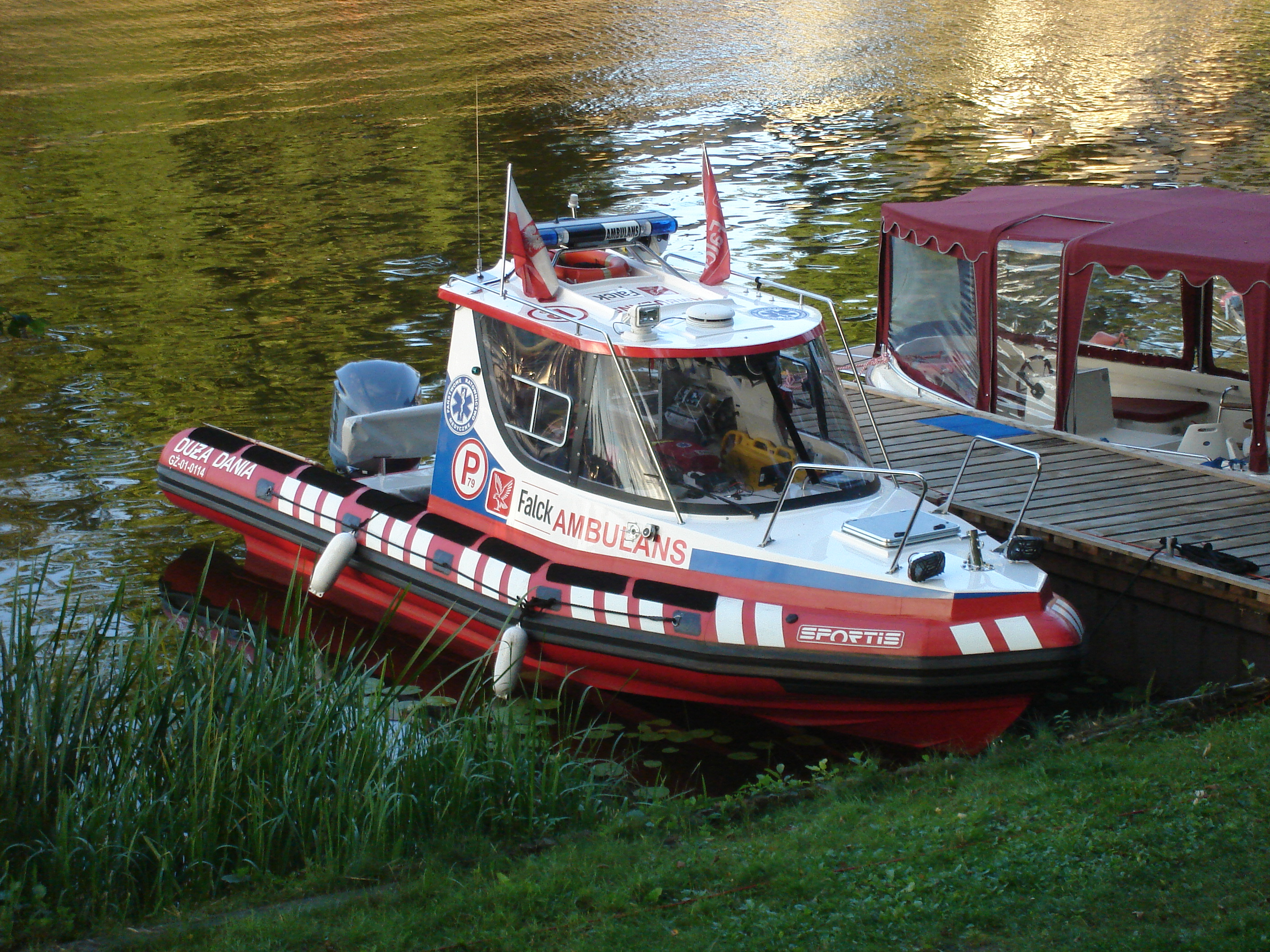
Barco ambulancia en el lago Jeziorak, Polonia.

Un barco ambulancia, llamado también hidroambulancia o hidro ambulancia, es una embarcación de pequeñas dimensiones (normalmente un bote o una lancha), ágil y rápida, que sirve para el transporte de enfermos y heridos.

## Descripción
Estas embarcaciones son indispensables para el transporte de pacientes desde ubicaciones carentes de servicios sanitarios adecuados, como pequeñas islas y embarcaciones en alta mar, hacia los sitios que ofrecen la atención adecuada. Además, se les da uso en ciudades que cuentan con amplias redes de canales, ya que muchas veces (sobre todo en horas punta) el tráfico y transporte por esta vía son más rápidos que por carretera.
Como las ambulancias terrestres y aéreas, también sirven para el transporte de personas discapacitadas y ancianos que requieren desplazarse con motivos relativos a su condición (controles médicos, terapias, etc.) En algunos países son desplegados en lagos, donde sirven sobre todo para rescatar a bañistas y pequeñas embarcaciones accidentadas.
Los barcos ambulancia pueden ser parte de un servicio público o privado, y su equipamiento y provisiones dependen de su objetivo. Pueden ser un mero medio de transporte equipado con una camilla y acompañado de un enfermero o sanitario, o, como unidades asistenciales, pueden llevar avanzados aparatos médicos, como monitores de signos vitales, desfibriladores, respiradores artificiales, etc. y contar a bordo con un médico de urgencias.
Los barcos ambulancia pueden ser regentados por los servicios de salvamento y rescate, las autoridades civiles locales, los cuerpos de bomberos, empresas privadas y hasta la guardia costera. A nivel internacional, las normativas que regulan su funcionamiento dependen del Convenio Internacional para la Seguridad de la Vida Humana en el Mar (SOLAS) y de la Organización Marítima Internacional (OMI), habiendo desarrollado las directrices que se han de seguir por los fabricantes e ingenieros de barcos de este tipo.
Aunque los barcos hospital pueden convertirse en ciertas situaciones en servicios ambulantes, no se consideran barcos ambulancia sino más bien hospitales de campaña móviles.

## Servicios destacados por ciudad o país

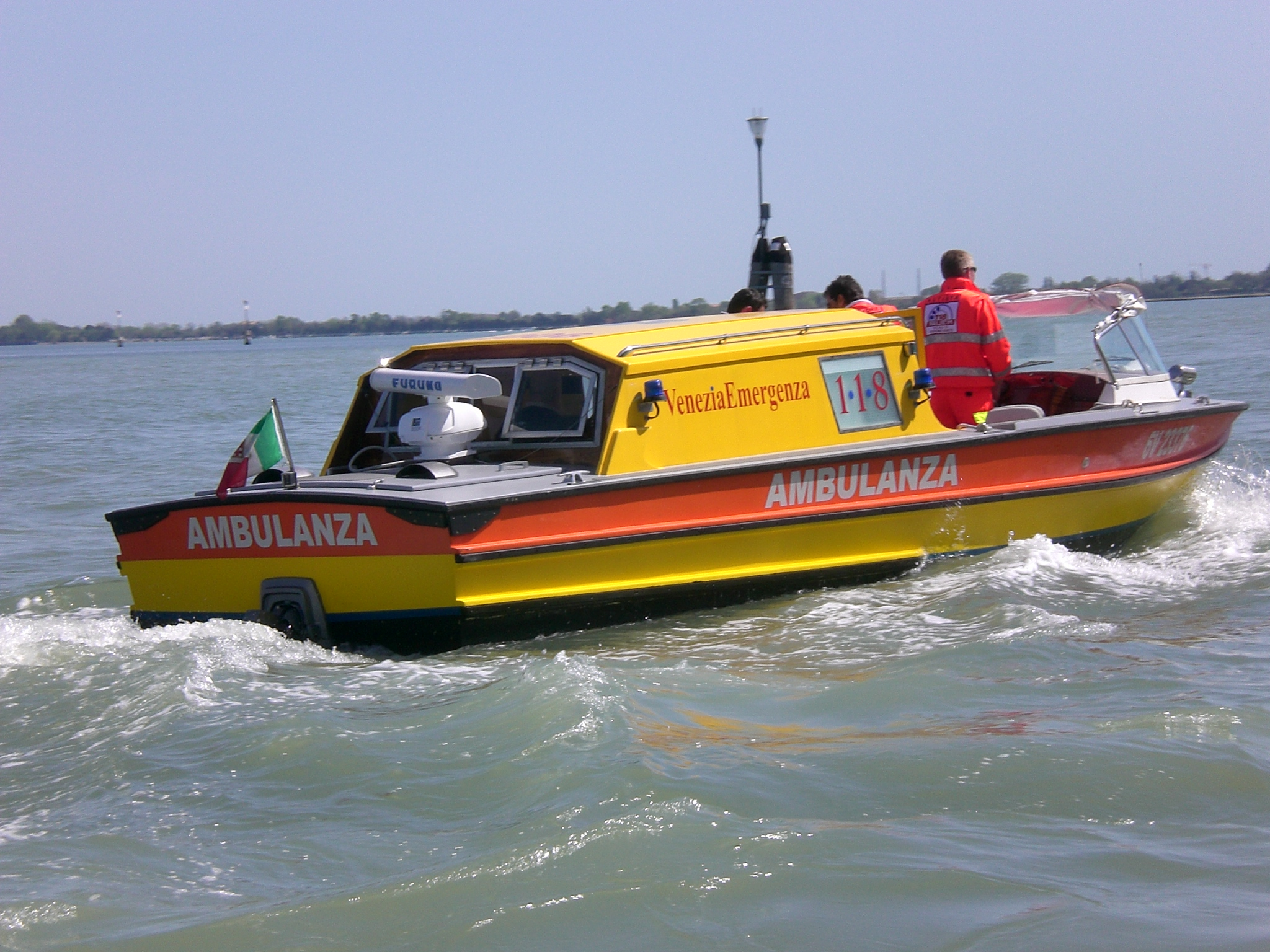
Típica lancha ambulancia de Venezia Emergenza, Venecia, Italia.

#### Venecia, Italia
Uno de los más emblemáticos servicios de barcos ambulancia es el gestionado por Venezia Emergenza, el veneciano servicio de emergencia médica que dispone de una red de pequeñas y rápidas lanchas, que a pesar de su tamaño pueden llegar a equiparse con instrumentación médica avanzada. Estas embarcaciones, con su característico color amarillo-naranja, son muy comunes en el panorama veneciano, cruzando los canales de la ciudad con sus peculiares sirenas y el grabado del número de emergencias médicas 118 en uno de sus costados.
El equipo médico está formado por una enfermera de urgencias, dos sanitarios que se encargan de movilizar al paciente y un piloto con formación sanitaria (similar a la de los conductores de ambulancia). En situaciones de peligro para la vida, también se incluye a un médico de urgencias. Cuando los barcos sirven para el transporte de pacientes (entre hospital y domicilio, a terapias, etc.), el equipo suele constar de dos o más voluntarios de la Croce Verde Mestre o instituciones privadas como la Cruz Azul.

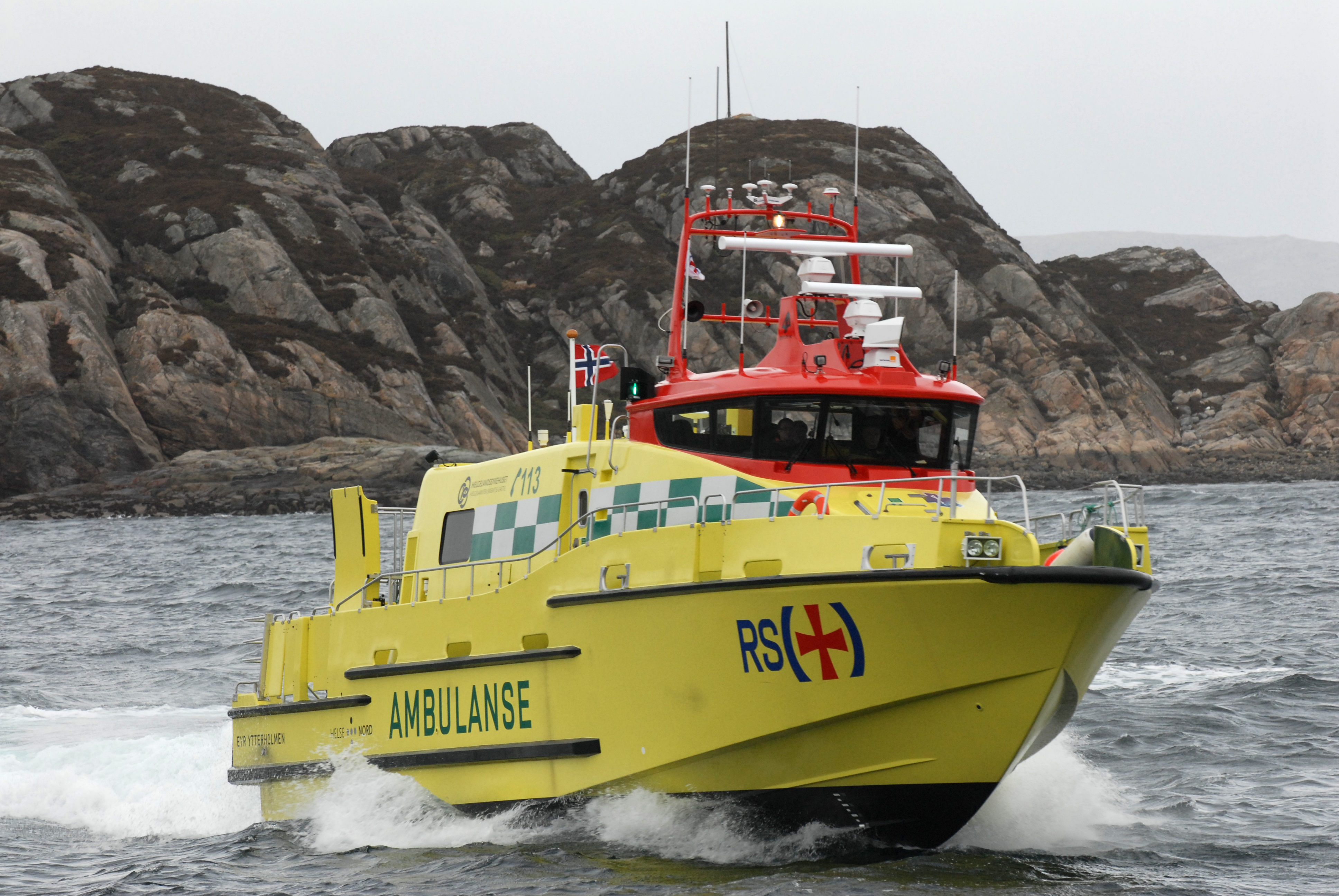
Un moderno barco ambulancia que presta servicio entre las comunidades noruegas de Hyen y Helgeland.

#### Suecia
Suecia cuenta con varios servicios de emergencia marítimos entre sus islas, por ejemplo en el archipiélago de Gotemburgo o en Landskrona.
Los barcos ambulancia en este país suelen contar con un equipo de tres a cuatro personas, incluyendo al capitán (en embarcaciones de tamaño mayor, también un piloto adicional), una enfermera especializada en servicios ambulatorios, cuidados intensivos o emergencias (las mismas que atienden también las ambulancias furgoneta de este país), y una segunda persona del ámbito de la salud, habitualmente un paramédico, médico residente o enfermero(a) en prácticas.

#### Noruega
Noruega dispone de 26 botes ambulancia repartidos a lo largo de sus costas, que forman parte de la Sociedad Noruega de Rescate Marítimo (Redningsselskapet).

#### Reino Unido
A partir de 2012, el Reino Unido cuenta con la Coast Medic, una entidad que se encarga de los servicios de salud marítimos, acuáticos y costeros. Entre sus servicios, que incluyen puntos de asistencia médica urgente accesibles al público en playas y zonas costeras, regenta también flotas de barcos ambulancia, desde pequeñas lanchas motorizadas a embarcaciones más grandes que incluyen un camarote con instrumentación médica y material sanitario.

#### El Salvador
En noviembre de 2023, el presidente Nayib Bukele de El Salvador inauguró las lanchas ambulancia para el Centro de Atención de Emergencias de la pequeña Isla de La Tasajera, que ofrecerían apoyo a los de 1200 habitantes de la isla y 2400 de islas aledañas. Las lanchas cuentan con aire acondicionado, y cuentan con personal certificado para la atención prehospitalaria entrenado para prestar serrvicio en este medio de transporte.

### Destinos combinados
Los barcos ambulancia son muchas veces propiedad de empresas privadas de rescate y salvamento o aseguradoras, que pueden llegar a tener desplegadas sus flotas entre varios países que suelen compartir un cuerpo de agua común. En el caso del mar del Norte, por ejemplo, son conocidas las embarcaciones de n-o-s (Northern Offshore Services), desplegadas entre Suecia, Noruega, Dinamarca y el Reino Unido, que incluyen decenas de unidades de diferentes modelos, algunas de las cuales sirven como barcos ambulancia.